# 张华 (1911年)
张华（1911年—1990年3月9日），原名刘鸿祯，曾用名刘德甫、刘松涛，男，广西来宾人，中华人民共和国政治人物，曾任广西壮族自治区政协副主席。